# Coenotephria aleucidia
Coenotephria aleucidia är en fjärilsart som beskrevs av Butler 1882. Coenotephria aleucidia ingår i släktet Coenotephria och familjen mätare. Inga underarter finns listade i Catalogue of Life.